# Попов, Станислав Григорьевич
Станислав Григорьевич Попов (4 августа 1947, Москва) — советский и российский танцор, телеведущий, журналист, балетмейстер, президент Российского танцевального союза, вице-президент Всемирного танцевального Совета (WDC). Победитель международных и всесоюзных соревнований.  Народный артист Российской Федерации (2024).

## Биография
Родился 4 августа 1947 года в Москве. Отец — Попов Григорий Петрович. Мать — Попова Софья Владиславовна.

### Образование
Учился в экспериментальной школе № 315 Академии педагогических наук.
В 1972 году окончил Московский энергетический институт по специальности «промышленная электроника», а в 1985 году — ГИТИС по специальности «балетмейстер».

### Танцевальная карьера
Станислав занимался спортом, был призером чемпионата Москвы по современному троеборью 1964—1965 годов. Мастер спорта по современному пятиборью.
В 1962 году старший брат Станислава — Виктор, который уже занимался бальными танцами, привел его в школу танцев в Сокольниках.
В октябре 1968 года возникла танцевальная пара Станислав Попов и Людмила Бородина (родилась 22 марта 1951 года). Весной 1974 года они стали супругами. В 1981 году пара перешла из любителей в профессионалы.
Танцевальный дуэт Поповых стал легендой бального танца СССР. Завершив свою конкурсную карьеру, они продолжили педагогическую и организационную деятельность вплоть до 1991 года.
В 1991 году Поповы, зарекомендовавшие себя как профессиональный тренерский дуэт, получили официальное приглашение для работы в США. В Россию Станислав вернулся один, Людмила осталась там.
На протяжении всей своей активной танцевальной карьеры с 1971 по 1991 годы — Станислав и Людмила вели также активную педагогическую работу в своей танцевальной студии в ДК имени Горького. В 1980—1981 годах Станислав был тренером команды танцоров СССР.
В 1990-е и 2000-е годы работал комментатором телетрансляций по спортивным танцам на телеканале НТВ, ТВ-6, ТВС и «НТВ-Плюс». С 2006 по 2011 год и в 2016 году — председатель жюри в шоу «Танцы со звёздами» на телеканале «Россия-1». В сентябре 2007 года комментировал прямую трансляцию танцевального конкурса «Евровидение-2007» на телеканале «Россия» в паре с Анастасией Заворотнюк. Является ведущим ряда чемпионатов и турниров по спортивным танцам.

#### Достижения
- В 1975 году Станислав и Людмила стали победителями II Всесоюзного конкурса бальных танцев.
- В 1976 году они заняли 3-е место в программе латиноамериканских танцев на чемпионате социалистических стран, проходившем в Брно (Чехословакия)[13]. Это было первое участие советских пар в подобном чемпионате.
- В чемпионате социалистических стран 1978 года в Венгрии они также стали бронзовыми призерами[13] в программе латиноамериканских и европейских танцев.
- В 1979 году на чемпионате социалистических стран в Москве Поповы заняли 1-е место[13] в латиноамериканских танцах и 2-е место в европейских танцах.
- В 1980 году они заняли первое место в латиноамериканских танцах и первое по 10 танцам на чемпионате соцстран в Болгарии.
- В 1981 году начали выступления на профессиональных турнирах.
- В 1983 году заняли 7-е место на Чемпионате Европы среди профессионалов по латиноамериканским танцам в Саутхэмптоне (Великобритания) и 14-е место на чемпионате мира по европейским танцам в Лондоне
- В 1985 и 1986 годах финалисты Кубков мира по 10 танцам в Мюнхене (Германия)
- В 1988 году успешно завершили турнирную карьеру на Чемпионате мировых звезд в Токио (All Stars World Championship)

### Личная жизнь
Первая жена — Людмила Бородина (в замужестве — Попова, поженились в 1974 году). Дочь Ксения. Людмила Попова с дочерью живёт и работает в США.
Вторая жена — Ирина Остроумова. Сын Никита (род. 1997).

## Фильмография
- 1978 — Шла собака по роялю — камео
- 1982 — Женатый холостяк — камео

## Награды
- Народный артист Российской Федерации (3 апреля 2024 года) — за большие заслуги в развитии кинематографического, музыкального, театрального, хореографического и циркового искусства[15]
- Заслуженный деятель искусств Российской Федерации (21 марта 2007 года) — за заслуги в области искусства[16]
- Почётная грамота Президента Российской Федерации (16 августа 2011 года) — за заслуги в развитии отечественной культуры и многолетнюю плодотворную деятельность[17]
- Почётная грамота мэра Москвы (2000, 2002)
- Почётный диплом Московской Городской Думы (13 сентября 2000 года) — за выдающийся вклад в развитие отечественного танцевального искусства, популяризацию в Москве искусства бальных танцев и проведение благотворительных акций[18]
- Медаль «За труды и Отечество» (Российской общественной награды; 2003)
- Памятная медаль от Президента РФ «30-летие проведения Олимпийских Игр в Москве» за участие в проведении культурной программы Олимпиады (2010)
- Памятная медаль от Президента РФ «За участие в проведении Зимних Олимпийских Игр в Сочи» (2014)
- Высшая награда Министерства культуры РФ «За вклад в развитие Российской культуры» (2018)
- Высшая награда Национального Олимпийского комитета РФ «За вклад в развитие Олимпийского движения» (2018)
- Знак отличия «За заслуги перед Москвой» (2018)
- Заслуженный работник культуры и искусства Тюменской области (2016)